# Jean-Michel Ferri
Jean-Michel Ferri, (Lyon, Francia, 7 de febrero de 1969) es un exfutbolista francés. Se desempeñaba en las posiciones de centrocampista y defensa.

## Selección nacional
Fue internacional con la Selección de fútbol de Francia en cinco ocasiones, debutando el 22 de marzo de 1994 contra Chile.

## Clubes
| Club           | País       | Año         |
| -------------- | ---------- | ----------- |
| Nantes         | Francia    | 1987 - 1998 |
| İstanbulspor   | Turquía    | 1998        |
| Liverpool F.C. | Inglaterra | 1998 - 1999 |
| Sochaux        | Francia    | 1999 - 2000 |

## Palmarés

### Campeonatos nacionales
| Título  | Club   | País    | Año  |
| ------- | ------ | ------- | ---- |
| Ligue 1 | Nantes | Francia | 1995 |

### Campeonatos internacionales
| Título     | Club    | País  | Año  |
| ---------- | ------- | ----- | ---- |
| Copa Kirin | Francia | Japón | 1994 |